# NSU Ro 80
NSU Ro 80 — легковой автомобиль с кузовом 4-дверный седан и роторно-поршневым двигателем, выпускавшийся германской автомобилестроительной компанией NSU Motorenwerke с 1967 по 1977 год. В 1968 году признан «Европейским автомобилем года».

## История

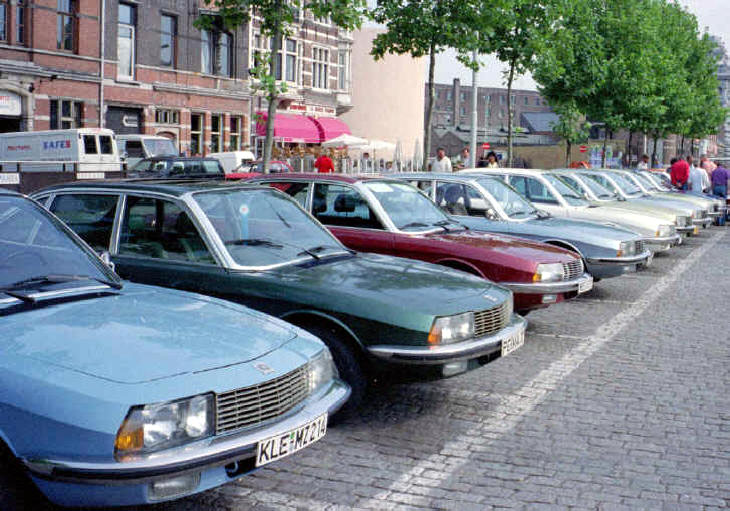
Съезд клуба владельцев NSU Ro 80 в Антверпене, 1993 год

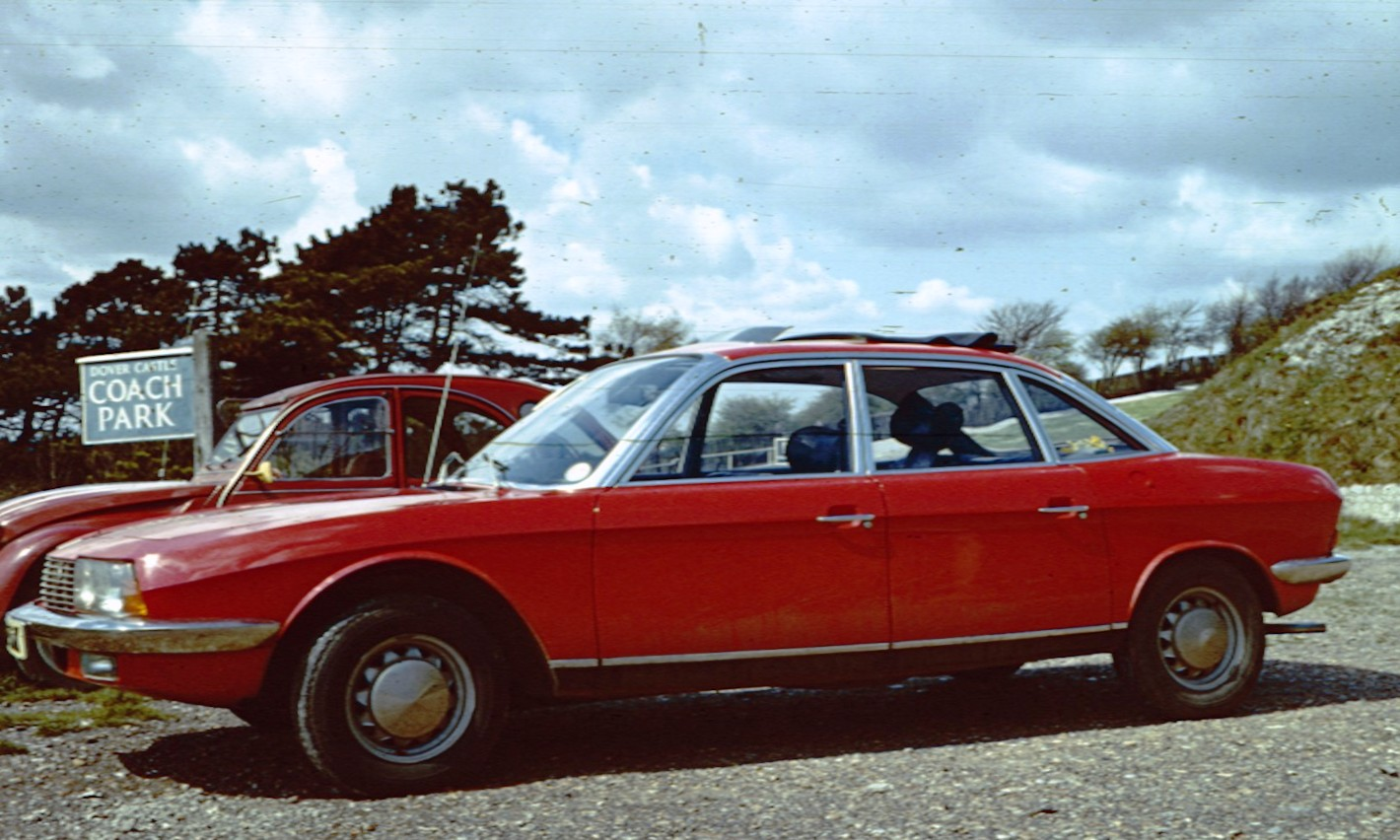
Автомобиль 1967 года имел «клиновидный» профиль

Автомобиль имел двигатель Ванкеля объёмом 995 см³ мощностью 113 л. с. (84 кВт) с передним приводом и полуавтоматической трансмиссией. Однако машина имела репутацию ненадёжной из-за ряда существенных недостатков — ненадёжного двигателя, который требовал переборки через каждые пройденные 50000 км (проблемы возникали уже при 24000 км пробега), высокого потребления горючего, плохой изоляции салона (последняя проблема была впоследствии решена). К 1970 году большинство из этих проблем были решены, но щедрая гарантийная политика NSU безнадёжно подорвала финансовое положение компании и в 1969 году она была перекуплена Audi (в составе Volkswagen). В 1970-е годы подержанные Ro80 продавались по относительно низкой цене из-за общеизвестных проблем с надёжностью. Поэтому, например, в Великобритании на неё стали устанавливать двигатели Ford V4 Essex, достаточно компактные, чтобы поместиться в небольшой передний отсек машины. В настоящее время NSU Ro 80 в аутентичном состоянии среди коллекционеров автомобилей считается очень редкой и дорогой классической машиной.
Другой технической особенностью Ro 80 являлись дисковые тормоза ATE Dunlop на всех колёсах, в то время устанавливавшиеся только на дорогих спортивных машинах и автомобилях класса люкс. Все колёса имели независимую подвеску со стойками типа McPherson впереди и диагональный рычаг сзади. Позднее устанавливался усилитель реечного рулевого управления ZF.
Автомобиль имел уникальную полуавтоматическую трансмиссию — педаль сцепления отсутствовала, а вместо неё устанавливался электрический переключатель, в нужное время включавший с помощью вакуумной системы необходимую передачу.
Салон имел ковровое и ПВХ-покрытие.
Дизайн, разработанный Клаусом Лютом (Claus Luthe), главой дизайнерского отдела сначала NSU, а позднее и BMW, был очень свежим и современным. Кузов имел большую площадь остекления, как и у Citroën 1970—х годов. Стиль Ro 80 заимствован многими автомобилями 1980—1990-х годов. Фара NSU Ro 80 с передним поворотником под одним стеклянным колпаком (так называемая блок-фара) впервые была применена в советском автопроме в 1981 году на ВАЗ-2105. Коэффициент сопротивления воздуха в модели NSU Ro 80 составлял всего 0,355 — очень хороший результат для автомобилей того времени — и позволял развивать максимальную скорость до 180 км/ч.
Серийное производство началось в октябре 1967 года, последние машины сошли с конвейера в апреле 1977 года. За все десять лет производства выпущено 37 204 автомобиля.

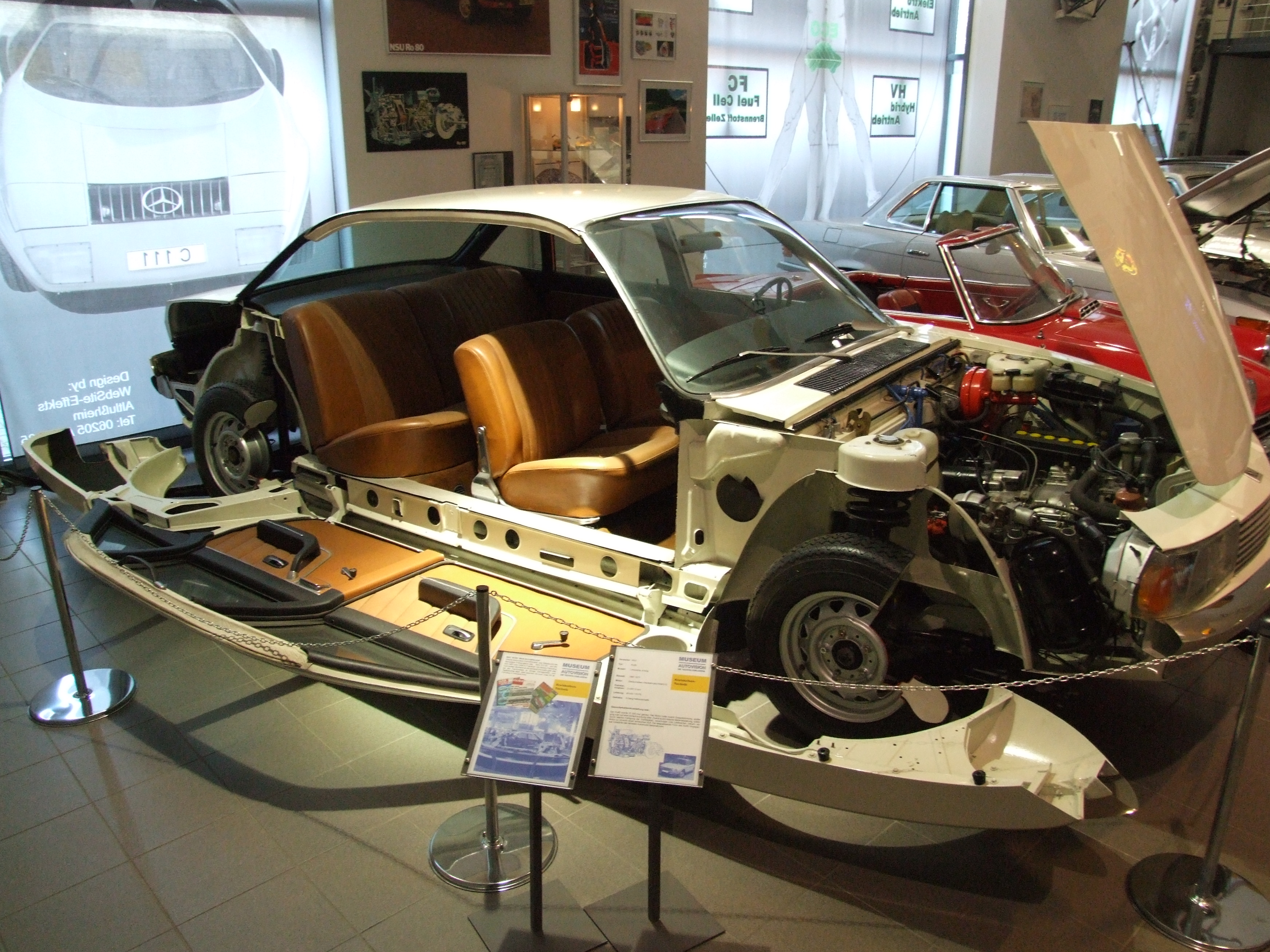
NSU Ro 80, IAA-Modell, Museum Autovision, Альтлусхайм, Германия